# Apache 207

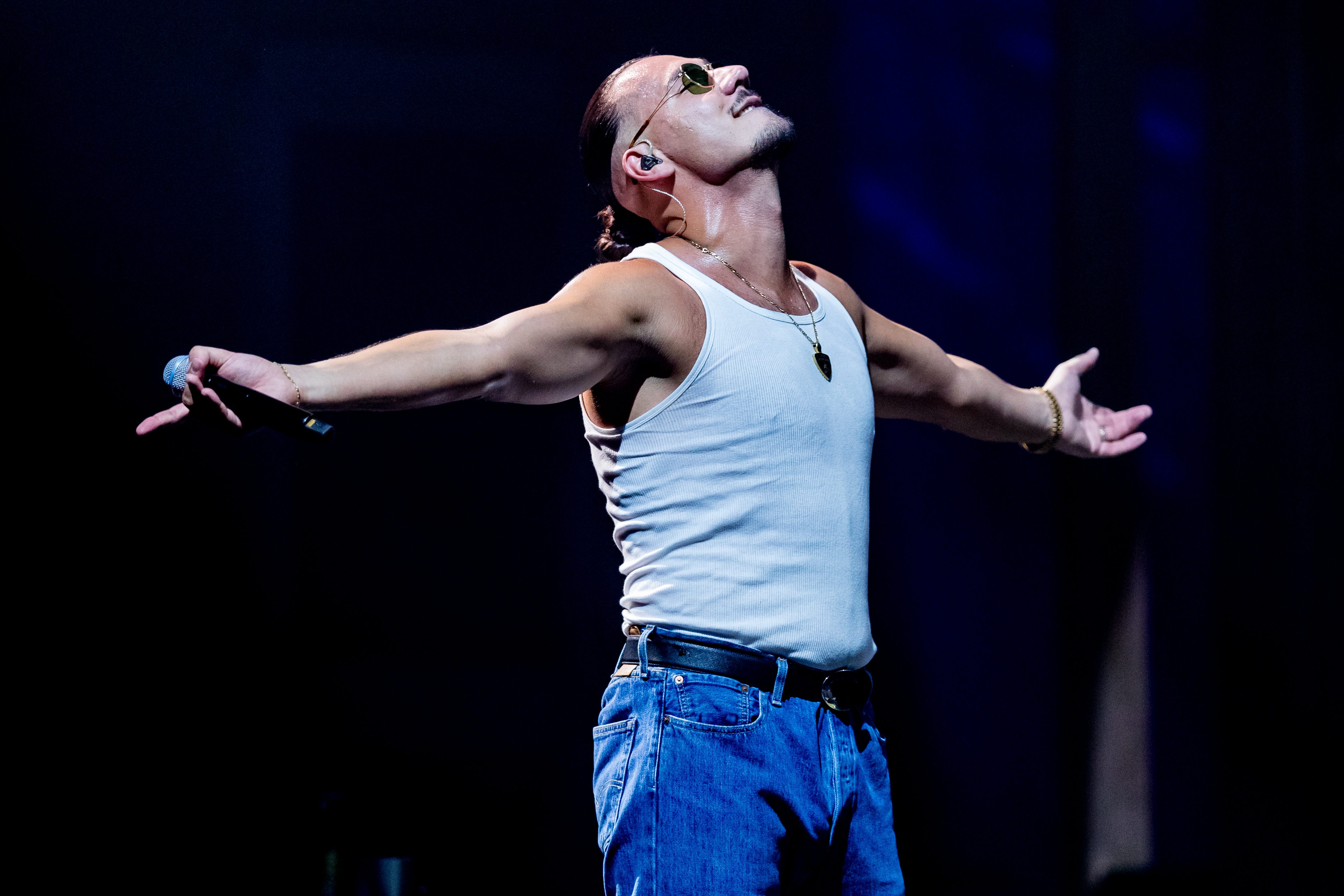
Apache 207 in der SAP Arena in Mannheim (2022)

Apache 207 (ausgesprochen zwei null sieben, * 23. Oktober 1997 in Mannheim; bürgerlich Volkan Yaman) ist ein deutscher Rapper und Sänger türkischer Herkunft.
Er schaffte seinen Durchbruch im Jahr 2019 mit Kein Problem. Im August 2019 veröffentlichte er die Single Roller, die zum meistverkauften deutschen Rapsong wurde.

## Leben
Volkan Yaman, der seine familiären Wurzeln in der türkischen Provinz Yozgat hat, wuchs in einfachen Verhältnissen mit seinem Bruder und seiner alleinerziehenden Mutter in Ludwigshafen am Rhein im Stadtteil Niederfeld (Ortsbezirk Gartenstadt) auf. Er spielte in seiner Jugend Fußball beim Ludwigshafener SC und beim VfR Frankenthal.
Im Jahr 2017 legte er am Theodor-Heuss-Gymnasium in Ludwigshafen das Abitur ab. Seinem Management zufolge studierte er zwei Semester Rechtswissenschaften in Mainz. In einem Interview mit Aylin Güler erzählte er, für drei Semester eingeschrieben gewesen zu sein, wovon er zwei anwesend gewesen sei.
Apache ist der Spitzname seiner Mutter für ihn. Wie die Zahl 207 zustande kam, ist nicht bekannt. Da es im Hip-Hop verbreitet ist, lokalpatriotische Zahlen im Künstlernamen zu verwenden, legten einige Presseartikel einen Bezug zum Bundestagswahlkreis 207 (Ludwigshafen/Frankenthal) nahe. Der Künstler bestritt diese Herleitung des Namens: „Es ist einfach eine Zahl, deren Bedeutung nur mein Bruder und ich kennen. Und die uns sehr geprägt hat. Ich glaube, dass das Rätsel nie richtig gelüftet wird.“
Er wird von seinem Bruder Hakan Yaman und Johannes Götz gemanagt. Aus Liebe zu seiner Heimat ließ Apache 207 sich jeweils die Wappen der Städte Mannheim und Ludwigshafen auf seine Waden tätowieren.

## Karriere

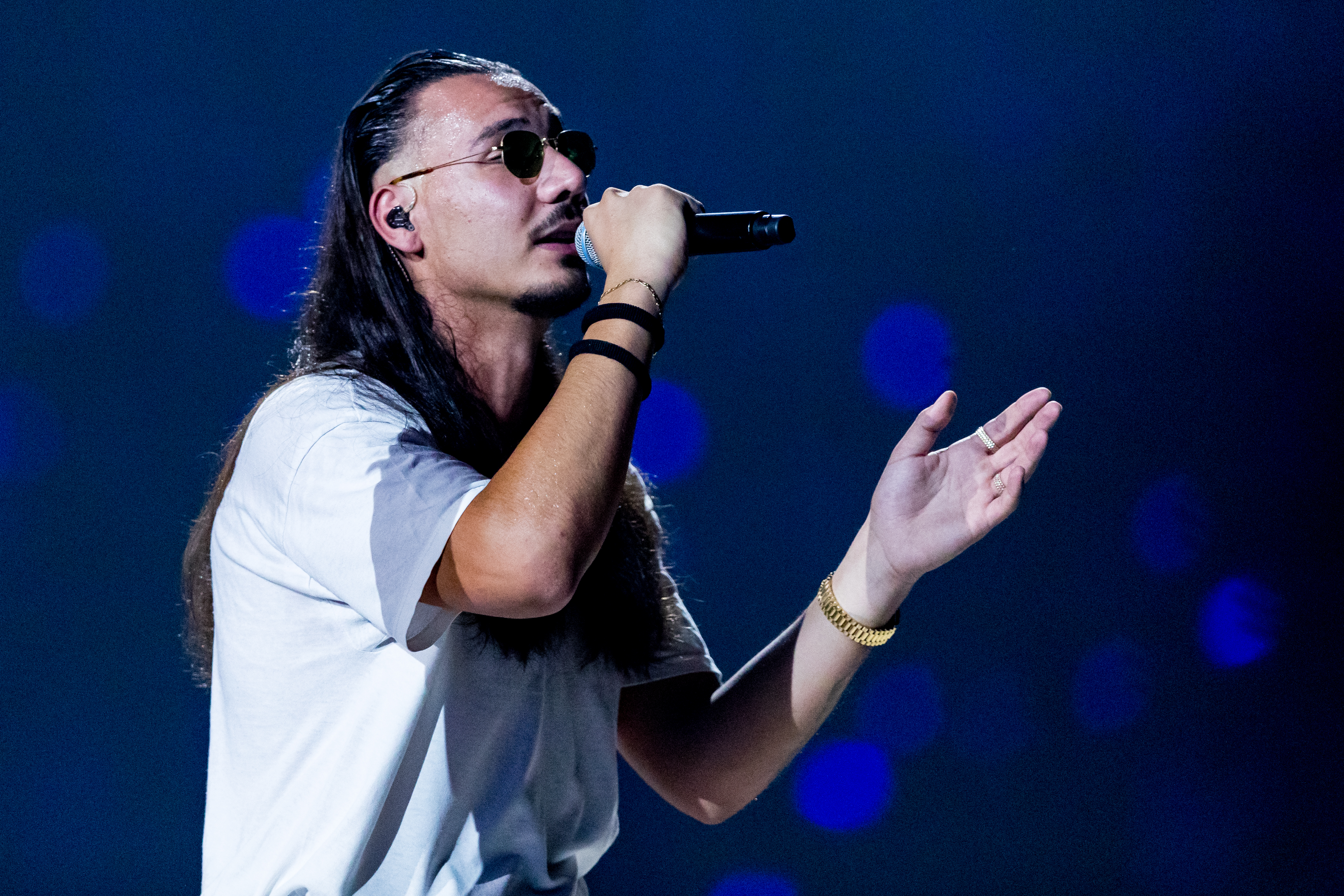
Apache 207 in der SAP Arena in Mannheim (2022)

Erstmalige Aufmerksamkeit erlangte der Musiker im Juni 2018 durch die Veröffentlichung seiner Debütsingle Kleine Hure, zunächst noch ohne Labelunterstützung. Es folgten die Veröffentlichungen Famous und Ferrari Testarossa. Weitere Aufmerksamkeit erhielt er durch das im Oktober 2018 veröffentlichte Rewind-Video zu NoNo, welches humoristisch einen Trip durch Mannheim zeigt. Von 2019 bis 2022 stand er bei dem Label TwoSides unter Vertrag, einem Joint Venture des Sony-Labels Four Music mit Lucas Teuchner und dem Rapper Bausa. Den Durchbruch im deutschen Mainstream erlangte er mit dem Titel Kein Problem im April 2019. Innerhalb weniger Monate wurde das Lied mehr als 8 Millionen Mal bei YouTube aufgerufen. Mit der Veröffentlichung des Lieds Brot nach Hause schaffte er im Mai 2019 erstmals den Sprung in die offiziellen deutschen Singlecharts.
Die Singleauskopplung Roller erschien im August 2019 und erreichte auf Anhieb Platz zwei der deutschen Charts. In der Folgewoche stieg das Lied auf Platz eins und erreichte Platz sechs in den Ö3 Austria Top 40. Für Apache war das die erste Top-10-Platzierung. Im Jahr 2023 überholte das Lied Last Christmas von Wham! als erfolgreichsten Dauerbrenner in den deutschen Singlecharts. In diesen war es (Stand: April 2023) 168 Wochen platziert. Die EP Platte erschien am 25. Oktober 2019 und enthält acht Titel, darunter die Veröffentlichungen Roller, 200 km/h und Wieso tust du dir das an? Mit letzterem erreichte er seinen zweiten Nummer-eins-Hit in den deutschen Singlecharts.
Ab November 2019 begleitete er Bausa als Supporting Act auf dessen Deutschland-Tournee. Im Dezember 2019 hatte er Auftritte beim Red Bull Sound Clash und bei Modus Mio Live On Stage. Am 24. Februar 2020 veröffentlichte er bei einem Auftritt in der Sendung Late Night Berlin das Lied Matrix und trug dabei ein T-Shirt mit dem Schriftzug Pray for Hanau.
Die für 2020 geplante und ausverkaufte Tournee wurde wegen der COVID-19-Pandemie zunächst ins Jahr 2021, später auf 2022 verschoben.
Am 31. Juli 2020 wurde Apaches Debütalbum Treppenhaus veröffentlicht, das Platz eins der deutschen Albumcharts erreichte. Am 10. Dezember 2021 veröffentlichte er sein zweites Studioalbum 2sad2disco. Seit 2022 veröffentlicht Apache 207 seine Werke über das Label Feder Musik.
Ende September 2022 erschien die Amazon-Prime-Dokumentation Apache bleibt gleich. Zu diesem Zeitpunkt gab er dem Mannheimer Morgen und der Rheinpfalz seine ersten Interviews.
Im Januar 2023 veröffentlichte der Rapper zusammen mit Udo Lindenberg den Song Komet. Er erhielt noch im selben Jahr eine dreifache Goldene Schallplatte in Deutschland. In der Chartwoche vom 21. Juli 2023 überholte Komet mit 18 Wochen Rivers of Babylon (Boney M.) und Despacito (Luis Fonsi feat. Daddy Yankee) als am häufigsten auf Rang eins platzierte Lieder seit Einführung der wöchentlichen Singlecharts 1971. Eine Woche zuvor überholte der Song bereits Matthias Reims Verdammt, ich lieb’ Dich als am häufigsten an der Spitze platziertes deutschsprachiges Lied.
Apache 207 kündigte im März 2023 sein drittes Studioalbum Gartenstadt an. Es erschien am 9. Juni 2023. Der Albumtitel geht zurück auf den gleichnamigen Ludwigshafener Stadtteil, in dem der Musiker seine Kindheit verbrachte.
Im Januar 2025 veröffentlichte Apache 207 gemeinsam mit dem Rapper Luciano die EP Gesegnet, auf der beide Künstler 6 gemeinsame Tracks produzierten.

## Musikstil
Apaches Stil wird als Kombination von Pop und Straßenrap beschrieben, der sich zusätzlich durch den Wechsel von Gesang und Rap auszeichnet. Die Strophen haben oft einen treibenden, tanzbaren Musikstil, der an House oder Eurodance erinnert. Die Hooks dagegen sind oftmals poppig, häufig hört man akustische Gitarren über dumpfen Beats. Der Straßenrap aus den Strophen trifft auf den Cloud Rap in der Hook.

## Diskografie
Studioalben

| Jahr | Titel Musiklabel               | Höchstplatzierung, Gesamtwochen, AuszeichnungChartplatzierungen (Jahr, Titel, Musiklabel, Platzierungen, Wochen, Auszeichnungen, Anmerkungen) | Höchstplatzierung, Gesamtwochen, AuszeichnungChartplatzierungen (Jahr, Titel, Musiklabel, Platzierungen, Wochen, Auszeichnungen, Anmerkungen) | Höchstplatzierung, Gesamtwochen, AuszeichnungChartplatzierungen (Jahr, Titel, Musiklabel, Platzierungen, Wochen, Auszeichnungen, Anmerkungen) | Anmerkungen                                             |
| Jahr | Titel Musiklabel               | DE | AT | CH | Anmerkungen                                             |
| ---- | ------------------------------ | --- | --- | --- | ------------------------------------------------------- |
| 2020 | Treppenhaus TwoSides (Sony)    | DE1 Gold · (116 Wo.)DE | AT1 (48 Wo.)AT | CH1 Gold · (29 Wo.)CH | Erstveröffentlichung: 31. Juli 2020 Verkäufe: + 110.000 |
| 2021 | 2sad2disco TwoSides (Sony)     | DE56 (5 Wo.)DE | AT38 (1 Wo.)AT | CH60 (1 Wo.)CH | Erstveröffentlichung: 10. Dezember 2021                 |
| 2023 | Gartenstadt Feder Musik (Sony) | DE1 Gold · (83 Wo.)DE | AT1 (28 Wo.)AT | CH2 (28 Wo.)CH | Erstveröffentlichung: 9. Juni 2023 Verkäufe: + 75.000   |

## Film
- Apache bleibt gleich. 2022, Amazon Prime Video, 88 Minuten, Regie: Nepomuk Fischer, Produktion: Amazon Studios[33]

## Auszeichnungen
Hiphop.de Awards
- 2019: „Bester Newcomer national“[34]
- 2020: „Beste Line“ für Fame („Auch wenn ich mal ein Kinderlied droppe / Besser verpiss dich aus meiner Relea…[sewoche]“)[35]

Bravo Otto
- 2019: „Newcomer“ (Gold)[36]
- 2020: „Hip-Hop national“ (Silber)[37]
- 2021: „Rap/Hip-Hop national“ (Gold)[38]
- 2023: „Rap/Hip-Hop national“ (Gold)[39]
- 2024: „Rap/Hip-Hop national“ (Gold)[40]

Deutscher Musikautor*innenpreis
- 2019: „Erfolgreichstes Werk“ für Roller[41]
- 2020: „Erfolgreichstes Werk“ für Roller[41]
- 2023: „Erfolgreichstes Werk“ für Komet (mit Udo Lindenberg)[42]
- 2024: „Erfolgreichstes Werk“ für Wunder (mit Ayliva)[43]